# Hogna hippasimorpha
Hogna hippasimorpha là một loài nhện trong họ Lycosidae.
Loài này thuộc chi Hogna. Hogna hippasimorpha được Embrik Strand miêu tả năm 1913.